# Autumn Born
Autumn Born är en kanadensisk film från 1979 med Dorothy Stratten i huvudrollen.

## Handling
Den unga arvtagerskan Tara Dawson (Dorothy Stratten) blir kidnappad av sin förmyndare och tvingas lyda hans minsta vink.

## Om filmen
Filmen spelades in 11 augusti-3 september 1979 i Birds Hill Provincial Park och Winnipeg.

## Rollista (komplett)
- Dorothy Stratten - Tara Dawson
- Ihor Procak - Philippe
- Nate MacIntosh - Grant Dawson
- Jocelyn Fournier - Monica Freeman
- Roberta Weiss - Melissa
- Roman Buchok - advokat
- Sharon Elder - butiksägare
- Ludmila Kanevski
- Benjamin Esteban
- Anita Durand - blomsterbutiksägare
- Kim Elder - barn i butiken
- Lorraine Pelletier
- Robert Light - diskogäst
- Paul Sweatman
- Anne Wallace - diskogäst
- Gisèle Fredette - Anne Rathmore
- Dory Jackson - Victoria Morgan
- Jerry Towne - advokat